# 蘇嵋 (汲縣)
蘇嵋，河南汲县人，清朝官员、進士出身。

## 生平
顺治十八年（1661年），登辛丑科进士第二甲第62名，授廣東三水縣知縣，主修《三水县志》。